# 4657 Lopez
4657 Lopez este un asteroid din centura principală, descoperit pe 22 septembrie 1979 de Nikolai Cernîh.